# Чмыренко, Николай Романович
Николай Романович Чмыренко (1917 — 20 ноября 1943) — помощник командира взвода 496-й отдельной разведывательной роты, старший сержант. Герой Советского Союза.

## Биография
Родился в 1917 году в село Белозерье ныне Черкасского района Черкасской области. Украинец. Член ВКП(б)/КПСС с 1940 года. В 1934 году семья переехала в город Смела Черкасской области. Окончил 7 классов. Работал в колхозе «Серп и молот». С 1935 по 1936 год учился в Смелянском техникуме пищевой промышленности.
В Красной Армии с 1938 года. Участник Великой Отечественной войны с июня 1941 года.
Помощник командира взвода 496-й отдельной разведывательной роты старший сержант Чмыренко в ночь на 26 сентября 1943 года в составе разведывательной группы из 18 человек на двух лодках под пулемётным и артиллерийским огнём переправился через Днепр в районе сёл Сошиновка и Аулы. С ходу атаковав противника, группа захватила окраину села Аулы. В этих боях Чмыренко лично уничтожил десять противников.
Когда выбыл из строя командир взвода, он принял командование взводом на себя, умело организовал оборону восточной окраины населённого пункта.
Для ликвидации аульского плацдарма противник бросил в бой подтянутые из Днепродзержинска резервы пехоты и танков. Почти сутки держались разведчики, пока не началась переправа основных сил 236-й стрелковой дивизии. Больше ста вражеских солдат было убито и ранено.
Указом Президиума Верховного Совета СССР от 1 ноября 1943 года за мужество, отвагу и героизм старшему сержанту Чмыренко Николаю Романовичу присвоено звание Героя Советского Союза.
20 ноября 1943 года старший сержант Чмыренко пошёл с несколькими бойцами в разведку. Группа попала под миномётный огонь противника. Тяжело раненного Чмыренко разведчики вынесли с поля боя. В тот же день от полученных ранений он умер.
Похоронен в посёлке Щорск Криничанского района Днепропетровской области. В городе Смела и в селе Белозерье именем Чмыренко названы улицы.
Награждён орденом Ленина, медалями.